# Polonia en los Juegos Paralímpicos de Seúl 1988
Polonia estuvo representada en los Juegos Paralímpicos de Seúl 1988 por un total de 46 deportistas, 39 hombres y siete mujeres.

## Medallistas
El equipo paralímpico polaco obtuvo las siguientes medallas:
| Nombre | Deporte                   | Evento                         |
| --- | ------------------------- | ------------------------------ |
| Oro |                           |                                |
| Halina Sobolewska | Atletismo                 | Jabalina 4 femenino            |
| Jerzy Szlęzak | Atletismo                 | 100 m A5A7 masculino           |
| Jerzy Szlęzak | Atletismo                 | 200 m A5A7 masculino           |
| Jerzy Dąbrowski | Atletismo                 | Disco A6A8A9L6 masculino       |
| Jerzy Dąbrowski | Atletismo                 | Peso A6A8A9L6 masculino        |
| Sławomir Karpiński | Atletismo                 | Jabalina A1-3A9L3 masculino    |
| Ryszard Fornalczyk | Halterofilia              | –65 kg masculino               |
| Ryszard Tomaszewski | Halterofilia              | –85 kg masculino               |
| Henryk Kohnke | Levantamiento de potencia | –67,5 kg masculino             |
| Mirosław Maliszew | Levantamiento de potencia | –82,5 kg masculino             |
| Małgorzata Adamik | Natación                  | 100 m braza 5 femenino         |
| Lucyna Krajewska | Natación                  | 100 m libre L4 femenino        |
| Piotr Finder | Natación                  | 100 m mariposa 5 masculino     |
| Piotr Finder | Natación                  | 100 m libre 5 masculino        |
| Piotr Finder | Natación                  | 400 m libre 5 masculino        |
| Arkadiusz Pawłowski | Natación                  | 25 m mariposa 3 masculino      |
| Arkadiusz Pawłowski | Natación                  | 100 m estilos 3 masculino      |
| Marek Szpojnarowicz | Natación                  | 100 m estilos 2 masculino      |
| Marek Szpojnarowicz | Natación                  | 200 m libre 2 masculino        |
| Krzysztof Ślęczka | Natación                  | 25 m espalda 1C masculino      |
| Mirosław Owczarek | Natación                  | 50 m espalda 3 masculino       |
| Adam Pielak | Natación                  | 100 m espalda 4 masculino      |
| Wiesław Król | Natación                  | 100 m espalda B2 masculino     |
| Plata |                           |                                |
| Helena Leja | Atletismo                 | 400 m B3 femenino              |
| Zofia Mielech | Atletismo                 | Disco A6A8A9L6 femenino        |
| Jerzy Szlęzak | Atletismo                 | 400 m A5A7 masculino           |
| Jan Brzegowski | Atletismo                 | Jabalina B3 masculino          |
| Jerzy Dąbrowski | Atletismo                 | Jabalina A6A8A9L6 masculino    |
| Krzysztof Ślęczka | Natación                  | 25 m braza 1C masculino        |
| Krzysztof Ślęczka | Natación                  | 50 m libre 1C masculino        |
| Krzysztof Ślęczka | Natación                  | 100 m libre 1C masculino       |
| Arkadiusz Pawłowski | Natación                  | 50 m braza 3 masculino         |
| Arkadiusz Pawłowski | Natación                  | 50 m libre 3 masculino         |
| Tomasz Dąbrowski | Natación                  | 75 m estilos 1B masculino      |
| Tomasz Dąbrowski | Natación                  | 100 m libre 1B masculino       |
| Zbigniew Sajkiewicz | Natación                  | 100 m braza 5 masculino        |
| Zbigniew Sajkiewicz | Natación                  | 100 m espalda 5 masculino      |
| Andrzej Wojciechowski | Natación                  | 100 m espalda A7 masculino     |
| Andrzej Wojciechowski | Natación                  | 100 m libre A7 masculino       |
| Mirosław Owczarek | Natación                  | 100 m estilos 3 masculino      |
| Mirosław Owczarek | Natación                  | 200 m libre 3 masculino        |
| Wiesław Król | Natación                  | 100 m libre B2 masculino       |
| Wiesław Król | Natación                  | 400 m estilos B2 masculino     |
| Marek Szpojnarowicz | Natación                  | 50 m espalda 2 masculino       |
| Zbigniew Odachowski | Natación                  | 100 m mariposa A6 masculino    |
| Roman Reszczyński | Natación                  | 100 m mariposa B2 masculino    |
| Bogdan Kozoń | Natación                  | 200 m estilos A5 masculino     |
| Equipo | Natación                  | 3 × 50 m estilos 2-4 masculino |
| Bronce |                           |                                |
| Halina Sobolewska | Atletismo                 | Disco 4 femenino               |
| Halina Sobolewska | Atletismo                 | Pentatlón 4 femenino           |
| Helena Leja | Atletismo                 | 100 m B3 femenino              |
| Maria Sobiech | Atletismo                 | Jabalina B2 femenino           |
| Andrzej Godlewski | Atletismo                 | Disco B2 masculino             |
| Andrzej Godlewski | Atletismo                 | Jabalina B2 masculino          |
| Andrzej Godlewski | Atletismo                 | Peso B2 masculino              |
| Wiesław Miech | Atletismo                 | Maratón B3 masculino           |
| Mirosław Waliszewski | Atletismo                 | Disco L5 masculino             |
| Mirosław Maliszewski | Atletismo                 | Jabalina L4 masculino          |
| Andrzej Zmitrowicz | Atletismo                 | Peso A2A9 masculino            |
| Zbigniew Kubacki | Atletismo                 | Pentatlón B1 masculino         |
| Małgorzata Adamik | Natación                  | 100 m espalda 5 femenino       |
| Małgorzata Adamik | Natación                  | 100 m libre 5 femenino         |
| Małgorzata Adamik | Natación                  | 400 m libre 5 femenino         |
| Bogdan Kozoń | Natación                  | 50 m espalda A5 masculino      |
| Bogdan Kozoń | Natación                  | 50 m mariposa A5 masculino     |
| Bogdan Kozoń | Natación                  | 100 m braza A5 masculino       |
| Roman Reszczyński | Natación                  | 50 m braza B2 masculino        |
| Roman Reszczyński | Natación                  | 100 m braza B2 masculino       |
| Roman Reszczyński | Natación                  | 200 m braza B2 masculino       |
| Arkadiusz Pawłowski | Natación                  | 50 m espalda 3 masculino       |
| Arkadiusz Pawłowski | Natación                  | 200 m libre 3 masculino        |
| Tomasz Dąbrowski | Natación                  | 25 m braza 1B masculino        |
| Marek Szpojnarowicz | Natación                  | 25 m mariposa 2 masculino      |
| Mirosław Owczarek | Natación                  | 25 m mariposa 3 masculino      |
| Jan Chryczyk | Natación                  | 100 m braza A2 masculino       |
| Adam Pielak | Natación                  | 100 m braza 4 masculino        |
| Zbigniew Odachowski | Natación                  | 100 m libre A6 masculino       |
| Artur Jeznach | Natación                  | 200 m estilos A1 masculino     |
| Zbigniew Sajkiewicz | Natación                  | 200 m estilos 5 masculino      |
| Wiesław Król | Natación                  | 400 m libre B2 masculino       |
| Jerzy Dąbrowski Zbigniew Czochara Andrzej Iwaniak Janusz Kłos Janusz Kobik Jerzy Kruszelnicki Stanisław Leja Kazimierz Robert Maciej Wróblewski | Voleibol de pie           | Torneo masculino               |